# Датинь (Україна)
Дати́нь — село в Україні, у Велимченській сільській громаді Ковельського району Волинської області. Населення становить 875 осіб.

## Географія
Поруч з селом розташований гідрологічний заказник місцевого значення Турський.
Поблизу села Датинь є гора Кременець, висота якої майже 200 метрів над рівнем моря. Там знаходиться унікальна пам’ятка – одна з точок всесвітньо відомої Дуги Струве. Це геодезичний пункт Датинь, дуже важливий у визначенні параметрів Землі, її форми та розмірів.

## Історія
У 1594 селяни с. Датинь Ратненського староства Холмської землі відмовились визнавати волочні поміри і не виконували жодних повинностей.
До 30 січня 2017 року — адміністративний центр Датинської сільської ради Ратнівського району Волинської області.

## Населення
Згідно з переписом УРСР 1989 року чисельність наявного населення села становила 1106 осіб, з яких 538 чоловіків та 568 жінок.
За переписом населення України 2001 року в селі мешкали 874 особи.

### Мова
Розподіл населення за рідною мовою за даними перепису 2001 року:
| Мова       | Відсоток |
| ---------- | -------- |
| українська | 99,77 %  |
| російська  | 0,23 %   |

## Гімн села
Куплет 1
В моєму селі червоніє калина
Турія річка біжить край села
Тут чисте повітря і дихати легко
Бо це найрідніша на світі земля
Приспів
Мій Датинь коханий для мене єдиний
Батьків і дідів незборимий мій край
І в щасті і в горі одна ми родина
Цвіти мій Датинь цвіти процвітай
Куплет 2
Коли ураган над тобою пронісся
І школу стару нашу вщент рознесло
Тоді зазнала і горя і лиха
Моя найрідніша у світі земля
Приспів
Мій Датинь коханий для мене єдиний
Батьків і дідів незборимий мій край
І в щасті і в горі одна ми родина
Цвіти мій Датинь цвіти процвітай
Куплет 3
Та школу нову ми за рік збудували
І ліс посадили усі ми гуртом
Шануймо природу її гарну вроду
Цінуймо й любімо всім нашим селом

## Народились
- Куява Жанна Володимирівна (1980) — українська журналістка, письменниця, літературний критик.
- Шевчик Анатолій Васильович (1984) — український футболіст, срібний призер літніх Паралімпійських ігор 2012 року.
- Мельник Василь Миколайович (whydoublenine) - український реп-виконавець